# Шара (Забайкальский край)
Шара — село в Александрово-Заводском районе Забайкальского края России. Входит в состав сельского поселения «Чиндагатайское».

## География
Село находится в юго-восточной части края, на востоке района, у реки Шара, на расстоянии в 68 км от села Александровский Завод.
Климат
Климат характеризуется как резко континентальный с продолжительной холодной зимой и сравнительно тёплым летом. Средняя температура воздуха самого холодного месяца (января) составляет −22,7 °C; средняя температура самого тёплого месяца (июля) — 38 °C. Среднегодовое количество атмосферных осадков составляет 350—410 мм. Большая часть осадков (до 85 %) выпадает в течение тёплого сезона. Продолжительность безморозного периода составляет от 85 до 100 дней в году.

## История
Основано в 1896 году.
Шара возглавляла МО «Шаринская сельская администрация», затем её приемника — сельское поселение «Шаринское», существовавшее с 2004 по 2011 годы.
Законом Забайкальского края от 9 сентября 2011 года № 543-ЗЗК, с 1 октября 2011 года поселение «Шаринское» объединено с «Чиндагатайским», и село Шара вошло в «Чиндагатайское» поселение.

## Население
| 1989 | 2002 | 2010 | 2021 |
| ---- | ---- | ---- | ---- |
| 498  | ↘285 | ↘112 | ↘7   |

Национальный состав
Согласно результатам переписи 2002 года, в национальной структуре населения русские составляли 98 % от 285 чел..

## Инфраструктура
В селе функционируют средняя общеобразовательная школа, детский сад, фельдшерско-акушерский пункт.
Памятный знак в честь погибших в Великой Отечественной, в честь В. И. Ленина.
Жители заняты сельским хозяйством. В советское время действовал колхоз «Верный путь».

## Транспорт
Просёлочные дороги.